# Doftvin
Doftvin (Vitis riparia) är en art i familjen vinväxter som förekommer naturligt i centrala och östra USA. Arten odlas främst som grundstam till andra arter.

## Synonymer
- Vitis cordifolia var. riparia (Michx.) A. Gray
- Vitis palmata Vahl
- Vitis riparia var. palmata (Vahl) Planch.
- Vitis riparia var. praecox Engelm. ex L.H. Bailey
- Vitis riparia var. purpurea Raf.
- Vitis riparia var. syrticola (Fernald & Wiegand) Fernald
- Vitis riparia var. viridis Raf.
- Vitis vulpina Leconte nom. illeg.
- Vitis vulpina subsp. riparia (Michx.) R.T. Clausen
- Vitis vulpina var. praecox (Engelm. ex L.H. Bailey) L.H. Bailey
- Vitis vulpina var. syrticola Fernald & Wiegand
- Vitis vinifera var. palmata (Vahl) Kuntze